# Slammiversary 2009
Slammiversary 2009 è stata la quinta edizione del pay-per-view prodotto dalla Total Nonstop Action Wrestling (TNA). L'evento si è svolto il 21 giugno 2009 nel The Palace of Auburn Hills di Auburn Hills nel Michigan.

## Risultati
| # | Risultati                                                                                               | Stipulazioni                                                                  | Durata         |
| - | --- | ----------------------------------------------------------------------------- | -------------- |
| 1 | The British Invasion (Brutus Magnus e Doug Williams con Rob Terry) ha sconfitto Eric Young e Rhino      | Tag team match Young nel corso del match è stato sostituito da Jesse Neal     | 08:20 Pre-show |
| 2 | Suicide (c) ha sconfitto Jay Lethal, Consequences Creed, Chris Sabin ed Alex Shelley                    | King of the Mountain match per il titolo TNA X Division Championship          | 23:46          |
| 3 | Daniels ha sconfitto Shane Douglas                                                                      | Single match                                                                  | 08:12          |
| 4 | Angelina Love (c) (con Velvet Sky e Madison Rayne) ha sconfitto Tara                                    | Single match per il titolo TNA Women's Knockout Championship                  | 06:51          |
| 5 | Abyss e Taylor Wilde hanno sconfitto Raven e Daffney (con Dr. Stevie)                                   | Monster Ball tag team match                                                   | 14:07          |
| 6 | Sting ha sconfitto Matt Morgan                                                                          | Single match, se vinceva Morgan avrebbe potuto entrare nella Main Event Mafia | 08:59          |
| 7 | Beer Money, Inc. (James Storm e Robert Roode) hanno sconfitto Team 3D (Brother Ray e Brother Devon) (c) | Tag team match il titolo TNA World Tag Team Championship                      | 16:55          |
| 8 | Kurt Angle ha sconfitto Mick Foley (c), Jeff Jarrett, A.J. Styles e Samoa Joe                           | King of the Mountain match per il titolo TNA World Heavyweight Championship   | 22:04          |
|   | (c) = campione in carica al momento dell'inizio del match                                               |                                                                               |                |

### King of the Mountain match
Il match a cui si riferisce questa tabella è l'ottavo della tabella soprastante.
| Qualificazione | Lottatore    | Sconfitto  |
| -------------- | ------------ | ---------- |
| 1°             | Kurt Angle   | Samoa Joe  |
| 2°             | Jeff Jarrett | Mick Foley |
| 3°             | Samoa Joe    | Mick Foley |
| 4°             | Mick Foley   | Kurt Angle |
| 5°             | A.J. Styles  | Mick Foley |
| Vincitore      | Kurt Angle   |            |

### X Division King of the Mountain match
Il match a cui si riferisce questa tabella è il secondo della tabella soprastante.
| Qualificazione | Lottatore          | Sconfitto    |
| -------------- | ------------------ | ------------ |
| 1°             | Suicide            | Jay Lethal   |
| 2°             | Jay Lethal         | Suicide      |
| 3°             | Consequences Creed | Alex Shelley |
| 4°             | Alex Shelley       | Chris Sabin  |
| 5°             | Chris Sabin        | Jay Lethal   |
| Vincitore      | Suicide            |              |